# Claes Sjöberg
Claes Leopold Sjöberg, född 7 april 1954 i Stockholm, är en svensk journalist och prisad pionjär inom miljöjournalistiken. 
Claes Sjöberg började som miljö- och vetenskapsreporter på Dagens Eko på 1980-talet. 1989 grundade han nyhetsbrevet MiljöRapporten som framförallt rapporterade om hur näringslivet började arbeta med miljöfrågor. 1991 grundade han den internationella, engelskspråkiga miljötidskriften Tomorrow som under loppet av några år fick spridning till ett 90-tal länder. Claes Sjöberg sålde sina publikationer år 2000 och började därefter arbeta som PR-konsult och rådgivare inom CSR, Corporate Social Responsiblity. 
Claes Sjöberg har fått ett flertal utmärkelser, bland annat Kung Carl XVI Gustafs miljöpris år 2000, Civilingenjörsförbundets Massmediapris år 1995 och blivit utnämnd till Core Faculty Member vid Cambridge University Business & Environment Programme, Storbritannien. Claes Sjöberg är idag verksam som moderator, utbildare och rådgivare i det egna bolaget Tomorrow Media AB.
Han var tidigare gift med sportjournalisten Katarina Hultling.